# 柏架山道

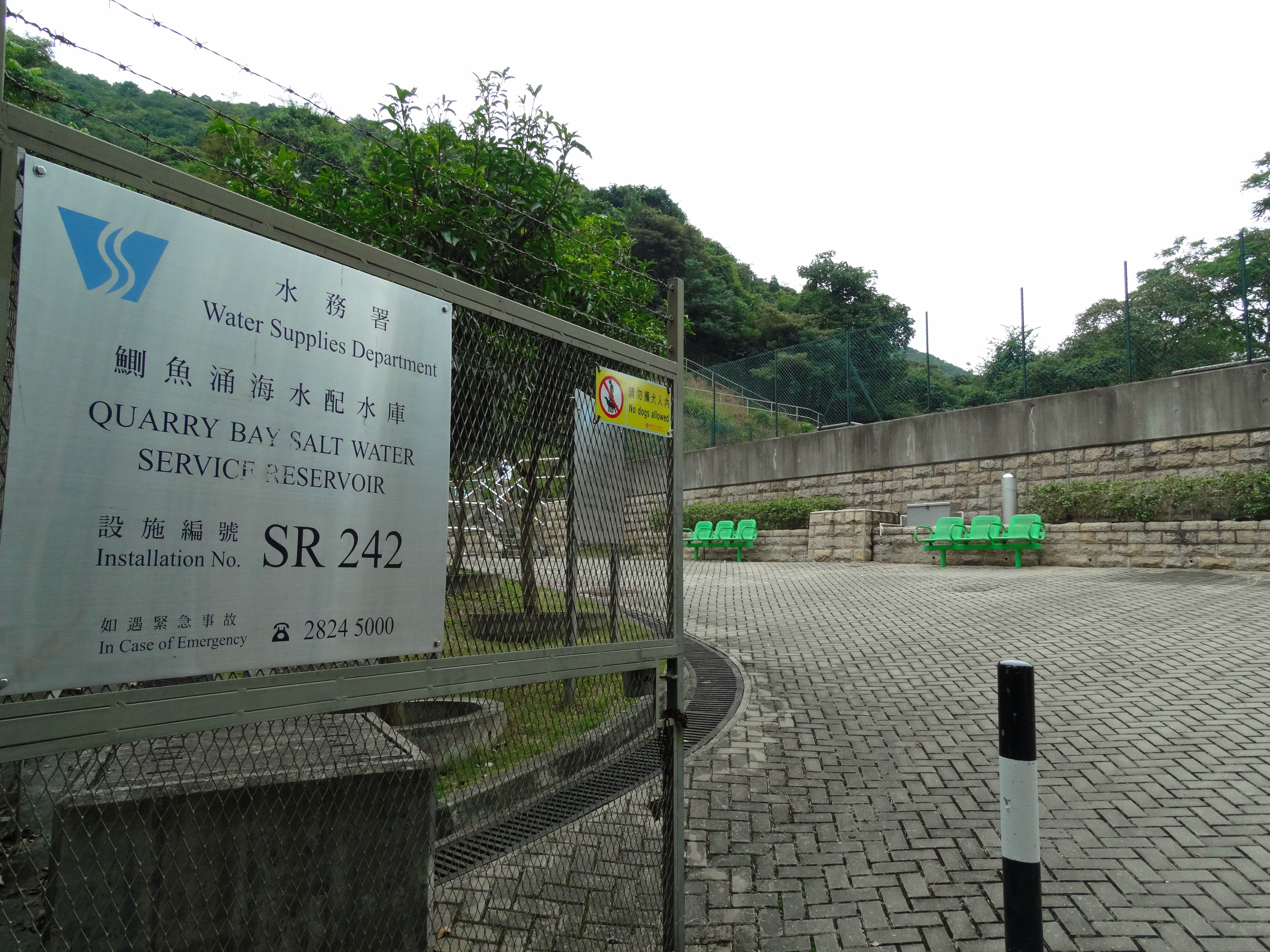
鰂魚涌海水配水庫

柏架山道（英語：Mount Parker Road）是香港一條街道，位於香港島東部，由鰂魚涌經柏架山往大潭，大部份路段位於大潭郊野公園（鰂魚涌擴建部份）及大潭郊野公園之內，為一條熱門的郊遊路徑。
柏架山道只有鰂魚涌海水配水庫及林邊屋以北一段在部份時段通車，並只限的士及有許可證者駛進，此後因為已進入郊野公園範圍，故只供行人使用。
進入郊野公園後，柏架山道與鰂魚涌樹木研習徑及金督馳馬徑等交匯，到達大風坳更有支路通往柏架山山頂，此後一段大部份屬於港島徑第六段，至大潭水塘水壩為止，最後柏架山道與大潭水塘道交匯。
此外，柏架山道由英皇道至鰂魚涌樹木研習徑的一段，屬於由東區區議會規劃的柏架山道自然徑之路段。